# Jia Xu
En aquest nom xinès, el cognom és Jia.
Jia Xu (147–224), nom estilitzat Wenhe (文和), va ser un estrateg i assessor durant la tardana Dinastia Han i el principi del període dels Tres Regnes de la Xina. Ell va seguir a Dong Zhuo, a Li Jue i a Zhang Xiu abans de finalment unir-se a Cao Cao. Després de la mort de Cao Cao, va servir al seu successor, Cao Pi. Jia Xu era conegut com un home senzill i pràctic.

## Començaments
Jia Xu va néixer a Gozang (姑臧) en Wuwei (avui en dia Wuwei, Gansu). Va rebre una educació adequada des de la infància. Un home Hanyang anomenat Yan Zhong (閻忠) una vegada va dir que Xu Jia tenia l'enginy de Zhang Liang i Chen Ping, dos estrategs famosos de principis de la Dinastia Han. Va ser nomenat com a funcionari en el govern de Han Oriental sent encara era jove. Això no obstant, en veure la corrupció existent en el govern, se'n va tornar a Wuwei amb l'excusa d'estar malalt. En el camí de retorn va ser capturat pels rebels de la tribu di juntament amb diversos altres viatgers. Llavors va mentir dient que era el net polític de Duan Gong (段熲), un general militar popular d'eixe moment, i va ser tractat amb respecte per acabar sent alliberat, mentre que els altres viatgers van ser executats.
En el 185 EC, Han Sui va iniciar una revolta al nord-oest amb l'ajut de diverses tribus qiang, i va prendre la província de Liang per si mateix. La cort de Han Oriental va nomenar al general Dong Zhuo per subjugar la revolta, i en Jia Xu aleshores era un dels assessors de Dong. En el 189 EC, Dong Zhuo va entrar en la ciutat capital de Luoyang, i va esdevenir el de facto líder de la cort usant a l'Emperador Xian com un simple titella. La crueltat i imprudència de Dong Zhuo, tanmateix, prompte va començar a crear-se enemics, i Jia Xu, sentint la derrota de Dong Zhuo, va marxar de la cort. Jia Xu va ser llavors nomenat com un assessor del gendre de Dong Zhuo, Niu Fu.
En el maig del 192 EC, Dong Zhuo va ser assassinat per Lü Bu a Luoyang. Li Jue i altres poc partidaris de Dong Zhuo, incloent Niu Fu Fan Chou, Guo Si, i Zhang Ji, se les van arreglar per escapar. Amb tot, Niu Fu va ser aviat mort per un dels seus propis servents, llavors Jia Xu va anar a unir-se a Li Jue i el va suggerir de reunir tropes i prendre Chang'an per tal de venjar la mort de Dong Zhuo i prendre el captiu emperador. El pla va reeixir; això no obstant, Guo Si i Li Jue començaren a barallar-se sobre qui estava al comandament tot i la mediació de Jia Xu, i aquest últim els va abandonar, en part també perquè la seva mare va faltar. No obstant això, Li Jue i Guo Si, perquè admiraven el seu talent, li van ordenar de tornar.

## Servint a Zhang Xiu
En el 196, Li Jue i Guo Si novament van acabar tenint un conflicte important entre ells mateixos, i a causa d'açò, Jia Xu va desertar. Jia Xu llavors va fer connexions amb el nebot de Zhang Ji, Zhang Xiu, que era a Nanyang i es va unir a ell. Jia Xu suggerí una aliança amb Liu Biao, la qual es va pactar. Això no obstant, ell prompte es va penedir i li va dir a Zhang Xiu que Liu Biao era feble de naturalesa, una opinió compartida per molts altres, inclòs el famós estrateg Zhuge Liang.
En el 197, el poderós senyor de la guerra Cao Cao va atacar a Zhang Xiu. Jia Xu i Zhang Xiu van fingir la rendició i després feren un sobtat atac de foc contra Cao Cao en la batalla de Wancheng, el qual va destruir tot l'exèrcit de Cao Cao, encara que Cao se les va arreglar per escapar. En part als consells de Jia Xu, Zhang Xiu va ser capaç amb l'ajut de Liu Biao de repel·lir diversos atacs posteriors de Cao.

## Servint a Cao Cao
En el 199, Yuan Shao, un important senyor de la guerra de l'època, enviar una sol·licitud a Zhang Xiu perquè se li unira en la seva lluita contra Cao Cao. Zhang Xiu volia acceptar la petició; tot i això, Jia Xu va fer tornar-se al missatger i li va dir a Zhang Xiu que Yuan Shao no era digne de ser servit. A hora horada Jia Xu va aconsellar a Zhang Xiu de rendir-se a Cao Cao, una rendició que va ser ben rebut per Cao. Jia Xu després va esdevenir assessor de Cao Cao i més tard de Cao Pi.
Jia Xu va ajudar a Cao Cao a derrotar a Yuan Shao en la batalla de Guandu, aconsellant-li de tallar el subministrament de gra de Yuan Shao, el pla va reeixir i va esdevenir un important factor de la victòria decisiva de Cao Cao, i finalment la seva unificació del nord de la Xina.
En el 208, després que Cao Cao li va arrabassar la Província de Jing a Liu Biao, Jia Xu va suggerir a Cao Cao de no atacar a Wu Oriental, un consell que va ser ignorat, cosa que Cao Cao aviat lamentaria quan tot el seu exèrcit fos derrotat per complet a la batalla dels Penya-segats Rojos. Poc després, Cao Cao va ser atacat per un exèrcit dirigit per Han Sui i Ma Chao en la Batalla del Pas Tong. Jia Xu llavors va desplegar un pla, el qual va fer a Han Sui posar-se en contra de Ma Chao i va garantir la victòria de Cao Cao.
Jia Xu va ser un dels principals partidaris de Cao Pi, el fill major de Cao Cao, en el seu conflicte amb Cao Zhi per la successió del seu pare Cao; i va parlar amb èxit sobre la selecció de Cao Pi per part de Cao Cao.

## Servint a Cao Pi i mort
Quan Cao Pi va fer abdicar a l'Emperador Xian de Han i es va proclamar a si mateix emperador, ell va preguntar a Jia Xu sobre a qui s'havia d'atacar primer, a l'estat de Wu Oriental o al de Shu Han. Jia Xu va dir que amb el seu estat de Cao Wei d'aleshores no tenia el poder per atacar a Wu, com tampoc a Shu. Cao Pi no va voler escoltar el seu consell i una vegada més va tornar a patir una gran derrota de Wu.
Jia Xu va morir de causes naturals quan tenia els 77 anys. Se li va atorgar el títol pòstum de Marquès Su (肅侯; Senyor Respectat).